# Gundahar
Gundahar (alternative stavemåder omfatter Gunther, Gundahari, latin: Gundaharius, Gundicharius, or Guntharius og norrønt: Gunnarr ) var konge over burgunderne og førte dem over Rhinen, hvor de bosatte sig i 411. Han døde i 436, i kampen mod de hunniske tropper, der udslettede kongeriget og store dele af befolkningen.

## Burgundernes vej til Rhinen
Historikerne ved ikke ret meget om de begivenheder, der udspillede sig under burgundernes folkevandring fra det østlige germanske område til Rhinen. Man er ret sikre på, at de i slutningen af det fjerde århundrede opholdt sig i egnen omkring floden Main, og på denne tid har man også en beretning fra den romerske historiker Ammianus Marcellinus om kampe mellem burgundere og alemanner. Det oplyses her, at burgundernes konge på dette tidspunkt hed Hendinos, og at romerne var meget aktive for at få burgunderne til at angribe alemannerne.
Da alanerne, vandalerne og sveberne gik over Rhinen den sidste dag i 406, brød det romerske grænseforsvar i området i realiteten sammen, og det kan have medvirket til burgundernes beslutning om ligeledes at forcere Rhinen og bosætte sig i området umiddelbart vest for floden. Burgunderne erobrede byerne Borbetomagus (Worms) og Noviomagus (Speyer), og bosatte sig i og omkring dem.

## Gundahars regeringstid
Man ved ikke, hvornår Gundahar blev konge over burgunderne, men han stod i spidsen for dem, da de brød ind i det Vestromerske Rige og bosatte sig vest for Rhinen. Gundahar var i alliance med Goar, som ledede de alaner, der ligeledes bosatte sig vest for Rhinen, i Gallien. Sammen udgjorde de det militære bagland for oprørskejseren Jovinus, der blev udråbt i 411. Jovinus anerkendte på sin side burgundernes jordbesiddelser i Gallien. Den vigtigste magtfaktor i Gallien var visigoterne, under kong Ataulf. Oprindeligt havde de støttet Jovinus, men da de skiftede side i 413 var hans skæbne beseglet, og han blev henrettet samme år. Det vestromerske kejserrige havde endnu en stor opgave i at få kontrol over visigoterne og derefter generobre Hispania (Spanien og Portugal), så i første omgang fik burgunderne lov til at være i fred.
Man har kun få oplysninger om burgunderne i denne periode. De var arianske kristne som flere af de andre germanske stammer, og i beretningerne om dem nævnes det, at folket omfattede omkring 80.000 mennesker. Den angelsaksiske skjald Widsith har beskrevet nogle af regenterne i det femte århundrede. Han påstår også, at han besøgte Gundahar, og beskriver oplevelsen således:
| Citat | Jeg var hos thüringerne .... og hos burgunderne. Der gav de mig en ring. Der gav Gundohere mig en skinnende skat som betaling for mine sange. Han var ingen dårlig konge. | Citat |
|       | |       |

Det var burgundernes held, at den romerske general Constantius døde i 421, inden han havde afsluttet generobringen af Hispania. Der manglede en ny stærk mand til at regere på vegne af kejser Honorius, og det vestromerske rige blev kastet ud i interne magtkampe, der først blev helt overstået i 433, da Aëtius blev kommanderende general under formel kommando af den nye og meget unge kejser Valentinian 3. Det brændte på flere steder i riget, blandt andet i Nordafrika, hvor vandalerne havde huseret siden 429. Burgunderne havde plyndret i Gallien i 435, og for at få ryggen fri i Gallien tilkaldte Aëtius en stor styrke af hunniske lejetropper. De angreb burgunderne i 436 og udslettede den burgundiske hær, og det første burgundiske kongerige ophørte med at eksistere i 437. Kilderne taler om 20.000 dræbte, og begivenheden gjorde stort indtryk i samtiden. Gundahar blev dræbt i krigen og resterne af folket blev delt i mindst to grupper. En gruppe blev underlagt hunnerne og taget med tilbage til Donau som slaver og tvangsudskrevne krigere. En anden gruppe, under Gundahars søn Gundioc, fik lov til at blive i det Vestromerske Rige som foederati, men nu med langt færre rettigheder og med pligt til at gøre krigstjeneste for romerne.
En alternativ beskrivelse af burgundernes bosættelse går ud på, at de allerede i 413 af den "rigtige" kejser, Honorius, fik status som foederati med pligt til krigstjeneste, og at felttoget imod dem i 436 udelukkende var en straffeekspedition som reaktion på, at de havde plyndret naboområder i Gallien i 435.

## Eftermæle
Som nævnt gjorde massakren på burgunderne dybt indtryk, og historien blev genfortalt i århundreder. Mange mener, at disse begivenheder indgår i beretningen i Vølsungesagaen, hvor Gundahar er Gunnar, og hvor hans søster Gudrun bliver gift med Atli (Attila). Helten Sigurd opholder sig ved det burgundiske hof sammen med dem (i den overleverede fortælling er det blevet til det frankiske hof) i tiden omkring rigets undergang. Historien om Gunnars søster Gudrun og hendes giftemål med Atli er genfortalt i Atlakvida (som er en del af Vølsungedigtene i den Ældre Edda.) I en noget ændret form indgår flere af personerne også i den tyske Nibelungenlied.

## Eksterne links
- Wikimedia Commons har flere filer relateret til Gundahar

| Gundahar Død: 436  |                        |                        |
| Titler som regent  |                        |                        |
| Foregående: Gibica | Burgundisk konge ?–436 | Efterfølgende: Gundioc |